# Drámapedagógia
A drámapedagógia a pedagógiai gyakorlat különböző színterein és szintjein alkalmazott dramatikus pedagógiai eljárások gyűjtőneve Magyarországon. (Az elnevezés különböző volta más nyelveken egyben koncepcionális különbségekre és lényeges eltérésekre is utal: német nyelvterületen például a Theaterpädagogik elnevezés ismert, angol nyelvterületen a Drama in Education mellett a Theatre in Education is elterjedt, de többnyire csak drama néven emlegetik, addig például Szlovákiában dramatoterapia megnevezéssel illetnek egyes dramatikus tevékenységeket.)
Annak ellenére, hogy magyarországi szakemberei többnyire pedagógiaként, némely meghatározása szerint pedig ezen belül is reformpedagógiai irányzatként határozzák meg, a publikációk jelentős hányadában módszerként, művészetpedagógiai módszeregyüttesként jelenik meg. Valamennyi megközelítésmód megegyezik azonban abban, hogy középpontjában a cselekvésen, ezen belül is elsősorban a dramatikus cselekvésen keresztül megvalósuló tanulás áll. Kaposi László definíciója szerint: a dráma olyan csoportos játéktevékenység, amelynek során a résztvevők képzeletbeli (fiktív) világot építenek fel, majd ebbe a képzeletbeli világba szereplőként vonódnak be. A fiktív világon belül ugyanakkor valós problémákkal találkoznak, s ezekből a találkozásokból valós tudásra és tapasztalatra tesznek szert. Annak ellenére azonban, hogy dráma a színház eszköztárát alkalmazza, a drámapedagógiai tevékenység a nevelés folyamatát hangsúlyozza, amelynek nem feltétlen velejárója a résztvevők által közönség előtt bemutatott előadás.
Jellemző tevékenységtípusai – Gavin Bolton angol drámatanár felosztásában – a következőek: 
A, szabályjátékok
B, dramatikus játék
C, színház
D, tanítási dráma
Az utóbbi dramatikus tevékenységtípus kiválóan alkalmas egyes szaktárgyi tudásterületek feldolgozására. Ezt szolgálja a világhírű angol drámapedagógus, Dorothy Heathcote által kidolgozott szakértői játék, a szerep gördítése, és a megbízatás modell is. Egyre ismertebb a Cecily O'Neill nevéhez kötődő folyamatdráma is.
Egyik különleges és egyre népszerűbb megvalósulása a színházi nevelésnek a Versszínház a Suliban programsorozat. Turek Miklós Versszínháza József Attila, Radnóti Miklós, Faludy György, illetve Petőfi Sándor verseivel mutatja be a szerzők korának érzéseit, történelmi folyamatait és a művészek életét.

## Története
A drámapedagógia magyarországi története az 1970-es évek elejére datálható, ekkor a legteljesebb kidolgozottságát Angliában elért reformpedagógia közvetítő országok és személyek segítségével jut el Magyarországra. Hazánkban eleinte elsősorban a gyermek- és diákszínjátszó csoportok munkájában, továbbá a játszóházi dramatikus foglalkozásokon kap teret. Későbbiekben a dramatikus módszerek megjelennek az iskolai oktatásban, főként az irodalom és a történelem, valamint az idegen nyelvi órákon. A drámapedagógia hazai adaptálása és terjesztése ekkor elsősorban Mezei Éva és Debreczeni Tibor, később Debreczeni  és Gabnai Katalin nevéhez fűződik.
Fordulópont a drámapedagógia magyarországi történetében: David Davis angol drámaprofesszor 1991-es fóti kurzusától kezdődően, összefüggésben a hazai politikai változásokkal, a magyarországi drámapedagógusok egyre nagyobb rálátással rendelkezhettek a drámatanítás külföldi szakirodalmára és pedagógiai gyakorlatára. A külföldi hatások közül legjelentősebbnek egyértelműen az angol bizonyult; miután 1992-ben szakemberek egy kisebb csapatának munkájával, közös erőfeszítéssel sikerül megalkotni a magyar terminológia alapjait, Kaposi László szerkesztői és szervezői, valamint Szauder Erik fordítói és szakírói munkájának eredményeként sorozatban jelentek meg szakkönyvek és fontos tanulmányok fordításai. A közvetlenül Angliában szerzett tapasztalatok a magyar szakemberek egy jelentős körének módszertani gondolkodására is nagy hatással voltak. Ugyancsak a fentiek adtak lökést a magyarországi színházi nevelés fejlődéséhez az első hazai TIE-társulat, a Kerekasztal Színházi Nevelési Központ 1992-ben történt megalakulásával. A drámapedagógia hazai ügyeit egy országos tevékenységet végző civil szervezet gondozza: a még a rendszerváltás előtt, 1988-ban megalakult Magyar Drámapedagógiai Társaság. A szakterület egyetlen periodikája az 1991-ben Debreczeni Tibor alapító szerkesztő, 1995-től Kaposi László felelős szerkesztő nevével jegyzett
Drámapedagógiai Magazin.

## Célja
A dráma fő célja a megértésbeli változás előidézése. (Annak megértésében kell előrelépnünk, amiről az adott, konkrét esetben a dráma szól). A főcélt rövidebb időtartamokra szóló - ideiglenes - célok leválthatják. Ilyenek például a következők:
- a dráma formanyelvének tanítása,
- nyelvhasználat fejlesztése,
- a csoportos tevékenységet akadályozó közösségi problémák megoldása,
- a drámához szükséges képességek fejlesztése.

## Követelmények
A drámapedagógia követelményei, hogy a gyakorlatok során sajátítsák el a drámai kifejezési formákat, melyek a mindennapi kapcsolatfelvételt és kapcsolattartást megkönnyítik. Ismerjék meg magukat, társaikat, környező világukat egy-egy gesztus, hanglejtés, az arckifejezés, a viselkedés tükrében. A foglalkozások során a tanulók elemezzék, hogy az író által tudatosan létrehozott drámai feszültség a mindennapok dramaturgiájából táplálkozik. Testi adottságaiknak és személyiségüknek megfelelően a legkülönbözőbb élethelyzetekben pontosan és tisztán fejezzék ki magukat. Törekedjenek arra, hogy a játékbeli társak vagy épp a széles nyilvánosság ne gátolja meg őket a közlés árnyaltságában és teljességében. S mivel a nyilvánosság elviselését az önmagukkal való azonosság tudata teszi lehetővé, el kell érni, hogy az identifikáció biztonsága ily módon is hozzásegítse őket az önmegvalósításhoz. Alakuljon ki bennük erős szociális és esztétikai érzékenység. A rögtönzött játékok során gyakorolják a különféle élethelyzetek, szituációk felismerését, az azokban való eligazodást, a döntést. Erősödjék empátiás készségük, legyenek képesek szerepcserére a játékbeli helyzetekben. Ismerjék fel minél pontosabban a hétköznapi életben és a különböző műfajú művekben megjelenő esztétikai minőségeket, szerepeljen ezek meghatározása állandó napi gyakorlatukként, természetesen koruknak megfelelő formában és mélységben. Érvényesüljön a drámával való foglalkozás tantárgyhatárokon áthatoló integráló szerepe. Legyen érték a tanulók szemében az új összefüggések feltárása.

## Színház a suliban
Turek Miklós Versszínházi produkciója visszatérő vendége a magyarországi középiskolák irodalom- és történelemóráinak. A Németországot, Kanadát és az Egyesült Államokat is megjárt produkciók több mint százhúsz alkalommal kerültek eddig színpadra. A rendhagyó tanórákra nyitott intézmények általában pályázat, vagy alapítványi támogatás segítségével szervezik meg az előadásokat. A rendezvények közönsége a végzős, illetve az irodalom és a színház irányában nyitott tanulókból, valamint azon osztályokból áll, amelyek a tananyagban épp az előadásban feldolgozott költővel foglalkoznak.

### Jelenetképek az Árny az árnyban című iskolai produkcióból

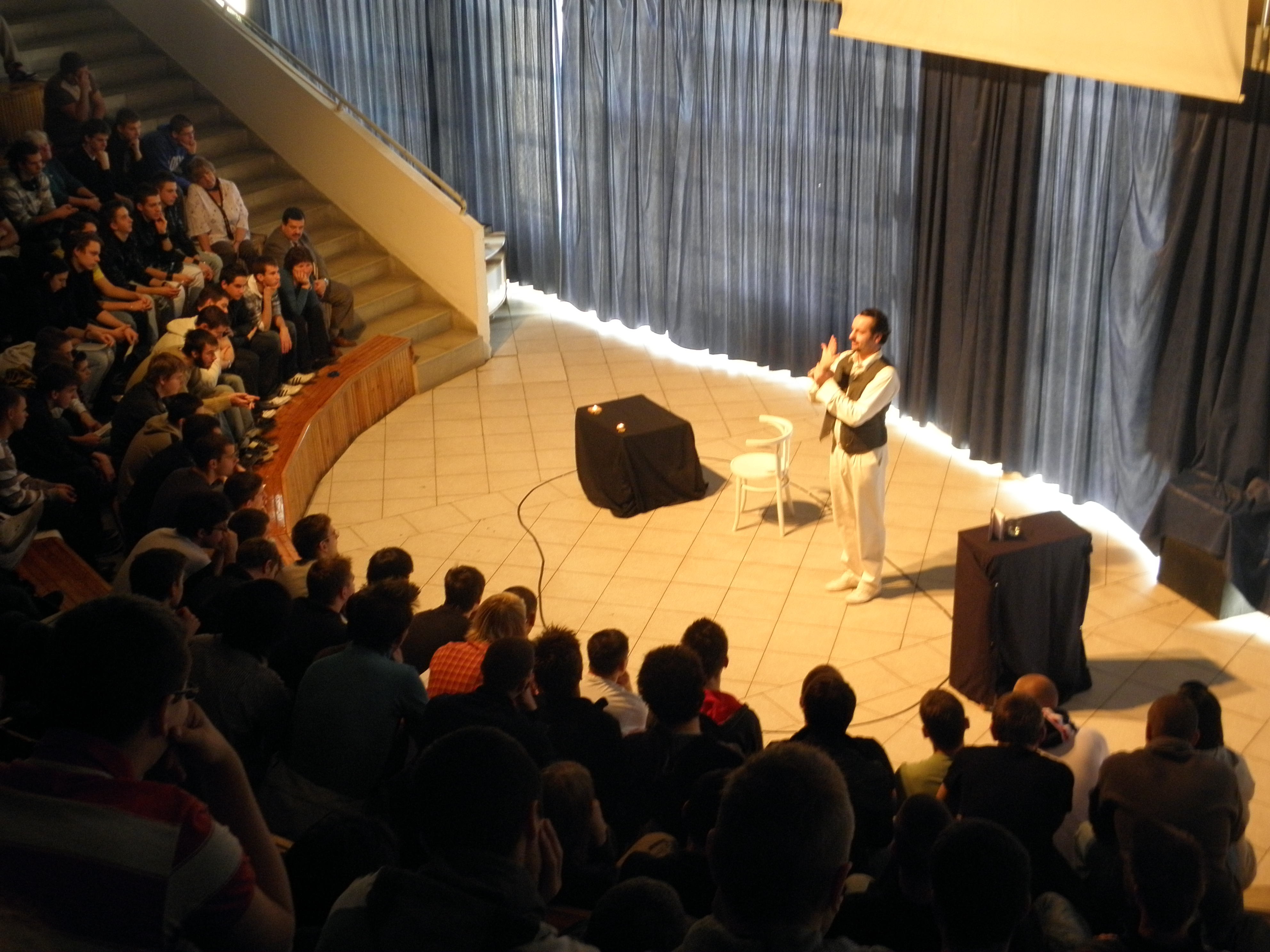
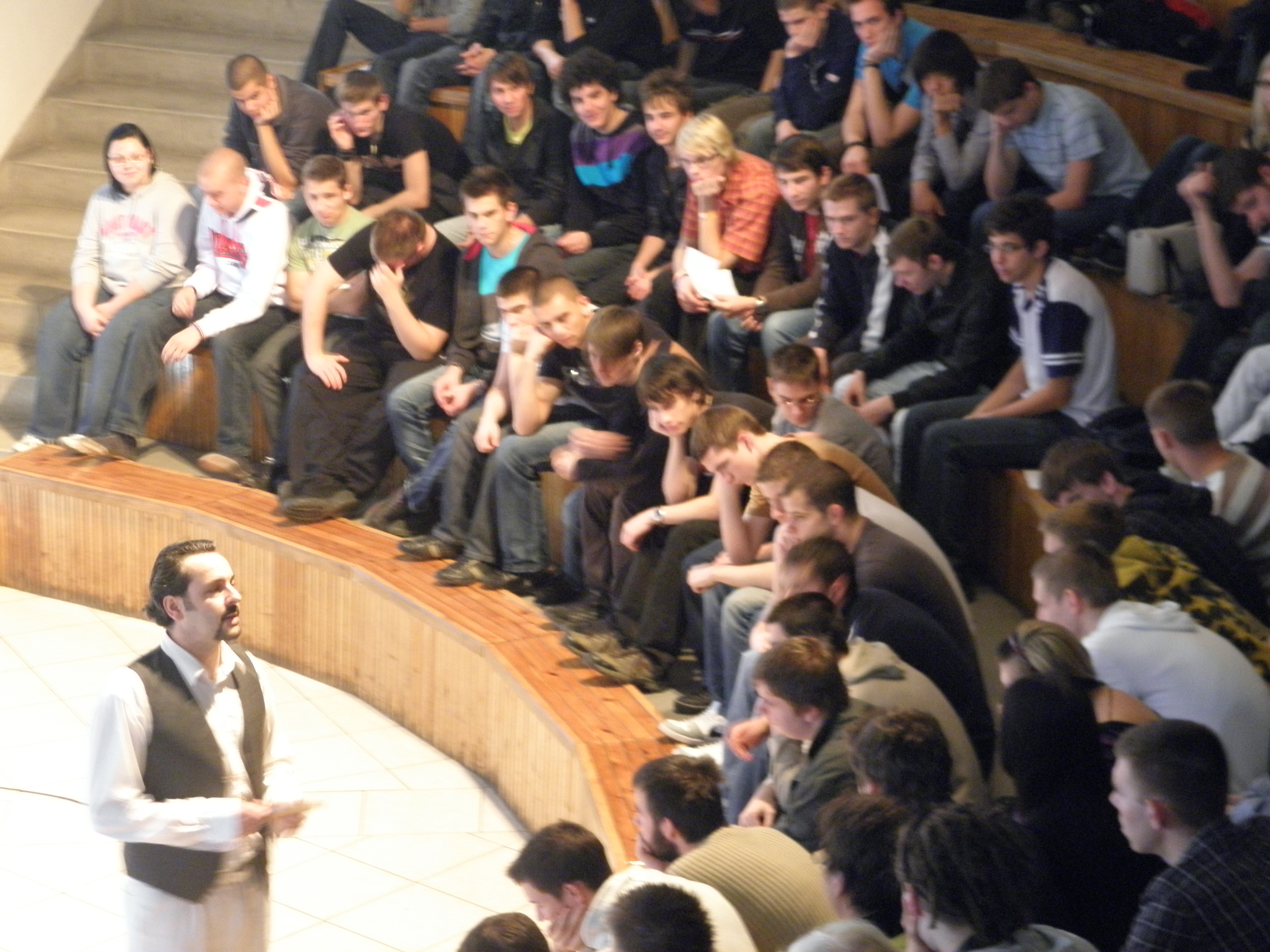
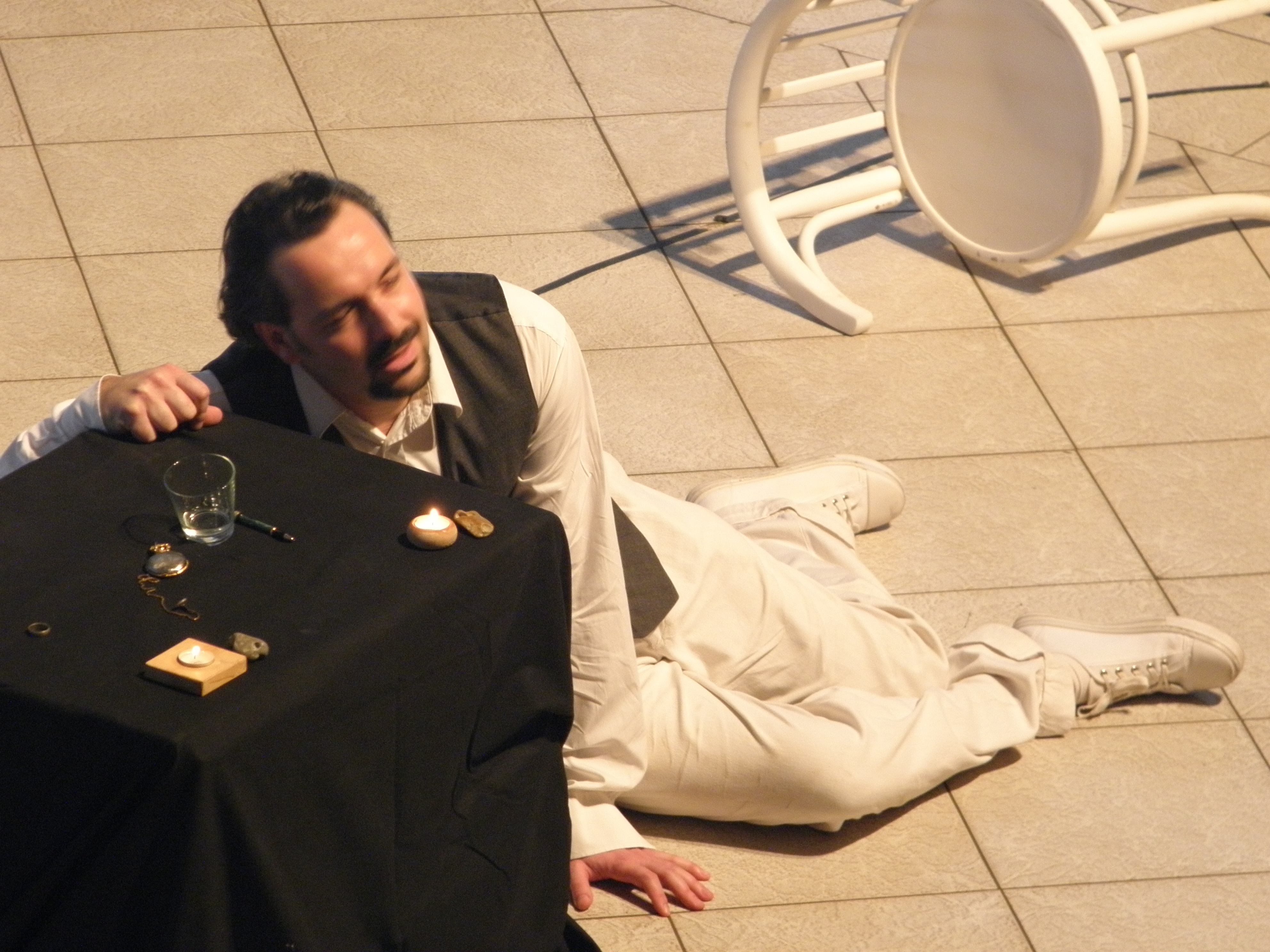

## További linkek
- http://www.drama.hu
- http://www.dramapedagogia.lap.hu